# Discographie de SF9
Pour un article plus général, voir SF9.
Cet article présente la discographie de SF9.
SF9 est un boys band sud-coréen. Le groupe a débuté en Corée du Sud le 5 octobre 2016 avec la sortie de leur premier album single Feeling Sensation.
Le groupe fait ses débuts au Japon le 13 décembre 2017 avec l'album Sensational Feeling Nine.

## Albums

### Albums studio
| Année                                                                              | Titre                    | Détails | Classements | Classements | Ventes                                    |
| Année                                                                              | Titre                    | Détails | COR         | JPN         | Ventes                                    |
| Coréen                                                                             | Coréen                   | Coréen | Coréen      | Coréen      | Coréen                                    |
| ---------------------------------------------------------------------------------- | ------------------------ | --- | ----------- | ----------- | ----------------------------------------- |
| 2020                                                                               | First Collection         | - Date de sortie : 7 janvier 2020 - Labels : FNC Entertainment - Formats : CD, téléchargement numérique, streaming   | 2           | 30          | - COR : 116 510 - JPN : 1 516 (physiques) |
| Japonais                                                                           |                          | |             |             |                                           |
| 2017                                                                               | Sensational Feeling Nine | - Date de sortie : 13 décembre 2017 - Label : Warner Music Japan - Formats : CD, téléchargement numérique, streaming | —           | 7           | - JPN : 22 914                            |
| 2019                                                                               | Illuminate               | - Date de sortie : 20 mars 2019 - Label : Warner Music Japan - Formats : CD, téléchargement numérique, streaming     | —           | 3           | - JPN : 26 243                            |
| 2020                                                                               | Golden Echo              | - Date de sortie : 9 décembre 2020 - Label : Warner Music Japan - Formats : CD, téléchargement numérique, streaming  | À venir     | À venir     | À venir                                   |
| "—" signifie que l'album ne s'est pas classé ou n'est pas sorti dans cette région. |                          | |             |             |                                           |

### EP
| Année                                                                              | Titre              | Détails | Classements | Classements | Classements | Ventes                        |
| Année                                                                              | Titre              | Détails | COR,        | JPN         | MON         | Ventes                        |
| ---------------------------------------------------------------------------------- | ------------------ | --- | ----------- | ----------- | ----------- | ----------------------------- |
| 2017                                                                               | Burning Sensation  | - Date de sortie : 6 février 2017 - Label : FNC Entertainment - Formats : CD, téléchargement numérique, streaming  | 3           | 92          | 6           | - COR : 34 083 - JPN : 778    |
| 2017                                                                               | Breaking Sensation | - Date de sortie : 18 avril 2017 - Label : FNC Entertainment - Formats : CD, téléchargement numérique, streaming   | 5           | 106         | 5           | - COR : 27 803 - JPN : 853    |
| 2017                                                                               | Knights Of The Sun | - Date de sortie : 12 octobre 2017 - Label : FNC Entertainment - Formats : CD, téléchargement numérique, streaming | 4           | —           | 7           | - COR : 32 864 - JPN : 933    |
| 2018                                                                               | Mamma Mia!         | - Date de sortie : 26 février 2018 - Label : FNC Entertainment - Formats : CD, téléchargement numérique, streaming | 3           | —           | 10          | - COR : 44 850 - JPN : 2 190  |
| 2018                                                                               | Sensuous           | - Date de sortie : 31 juillet 2018 - Label : FNC Entertainment - Formats : CD, téléchargement numérique, streaming | 3           | 31          | 10          | - COR : 39 888 - JPN : 1 723  |
| 2019                                                                               | Narcissus          | - Date de sortie : 20 février 2019 - Label : FNC Entertainment - Formats : CD, téléchargement numérique, streaming | 4           | —           | 11          | - COR : 50 960                |
| 2019                                                                               | RPM                | - Date de sortie : 17 juin 2019 - Label : FNC Entertainment - Formats : CD, téléchargement numérique, streaming    | 5           | 45          | 15          | - COR : 56 850 - JPN : 1 353  |
| 2020                                                                               | 9loryUs            | - Date de sortie : 6 juillet 2020 - Label : FNC Entertainment - Formats : CD, téléchargement numérique, streaming  | 3           | 13          | —           | - COR : 107 128 - JPN : 4 238 |
| "—" signifie que l'album ne s'est pas classé ou n'est pas sorti dans cette région. |                    | |             |             |             |                               |

### Albums single
| Année                                                                              | Titre                | Détails | Classements | Ventes         |
| Année                                                                              | Titre                | Détails | COR         | Ventes         |
| ---------------------------------------------------------------------------------- | -------------------- | --- | ----------- | -------------- |
| 2016                                                                               | Feeling Sensation    | - Date de sortie : 5 octobre 2016 - Label : FNC Entertainment - Formats : CD, téléchargement numérique, streaming | 6           | * COR : 32 322 |
| 2020                                                                               | Special History Book | - Date de sortie : 5 octobre 2020 - Label : FNC Entertainment - Formats : CD, téléchargement numérique, streaming | 5           | * COR : 45 087 |
| "—" signifie que l'album ne s'est pas classé ou n'est pas sorti dans cette région. |                      | |             |                |

## Chansons

### Singles
| Année                                                                              | Titre            | Classements | Classements | Classements | Classements | Classements | Ventes           | Album             |
| Année                                                                              | Titre            | COR,        | HOT,        | JPN         | HOT         | MON         | Ventes           | Album             |
| Sud-coréens                                                                        | Sud-coréens      | Sud-coréens | Sud-coréens | Sud-coréens | Sud-coréens | Sud-coréens | Sud-coréens      | Sud-coréens       |
| ---------------------------------------------------------------------------------- | ---------------- | ----------- | ----------- | ----------- | ----------- | ----------- | ---------------- | ----------------- |
| 2016                                                                               | Fanfare (팡파레) | —           | NC          | NC          | NC          | —           | Non communiquées | Feeling Sensation |
| "—" signifie que l'album ne s'est pas classé ou n'est pas sorti dans cette région. |                  |             |             |             |             |             |                  |                   |

## Clips vidéo
| Année  | Titre         | Réalisateur(s)                              |
| Coréen | Coréen        | Coréen                                      |
| ------ | ------------- | ------------------------------------------- |
| 2016   | Fanfare       | Beomjin (VM Project Architecture)           |
| 2016   | So Beautiful  | NC                                          |
| 2017   | Roar          | Beomjin (VM Project Architecture)           |
| 2017   | Easy Love     | Korlio (August Frogs)                       |
| 2017   | O Sole Mio    | Purple Straw Film                           |
| 2018   | Mamma Mia     | Purple Straw Film                           |
| 2018   | Now or Never  | Paranoid Paradigm (VM Project Architecture) |
| 2019   | Enough        | Hong Won-ki (Zanybros)                      |
| 2019   | RPM           | Daniel Jon (TEAM DANIEL)                    |
| 2020   | Good Guy      | Digipedi                                    |
| 2020   | Summer Breeze | Digipedi                                    |